# Schweizer Badmintonmeisterschaft 1994
Die Schweizer Badmintonmeisterschaft 1994 fand vom 5. bis zum 6. Februar 1994 in St. Gallen statt. Es war die 40. Auflage der nationalen Titelkämpfe im Badminton in der Schweiz.

## Sieger und Finalisten
| Disziplin    | Gold                                  | Silber                          |
| ------------ | ------------------------------------- | ------------------------------- |
| Herreneinzel | Thomas Wapp                           | Christian Nyffenegger           |
| Dameneinzel  | Silvia Albrecht                       | Bettina Villars                 |
| Herrendoppel | Lawrence Chew Si Hock Jorge Rodríguez | Thomas Althaus Stephan Dietrich |
| Damendoppel  | Yvonne Naef Santi Wibowo              | Bettina Gfeller Silvia Albrecht |
| Mixed        | Jorge Rodríguez Silvia Albrecht       |                                 |

1. ↑  Der Schweizer Badmintonverband führt auf badmintoneurope.com Lawrence Chew Si Hock/Santi Wibowo als Meister auf, auf den Verbandsseiten hingegen die Titelträger gemäss Quelle L’Impartial vom 7. Februar 1994.